# Karl Kraushaar (Pädagoge)
Karl Kraushaar, Pseudonym Karl v. d. Heide und Fidelius Gotthelf (* 24. Mai 1858 in Hatzfeld, Kaisertum Österreich; † 8. März 1938 in Budapest, Königreich Ungarn) war ein österreichischer Pädagoge, Journalist, Sachbuchautor und Bankier.

## Leben
Karl Kraushaar besuchte von 1868 bis 1872 die „Real- und Handelsschule Wiesner“ in Temesvár und von 1872 bis 1876 die Lehrerbildungsanstalt in Szeged. Von 1876 bis 1880 arbeitete er als Kantorlehrer in Ofszenica (deutsch Offsenitz), Párdány (deutsch Pardan) und in Csávos (deutsch Tschawosch), und danach als Lehrer an der Handels- und Gewerbeschule (1881–1890) in Nagykikinda (deutsch Großkikinda). In Nagykikinda leitete er von 1889 bis 1891 das Wochenblatt „Der Volksfreund“.
Ab 1891 wirkte Karl Kraushaar in Temesvár. Hier leitete er das Wochenblatt „Der Landbote“ (1897–1919), war Sekretär des „Südungarischen Bauernvereins“  (1891–1906), Direktor der „Südungarischen Landwirtschaftsbank“ (1895–1908) und  Gründer und Direktor der „Feldpachtungs- und Parzellierungsbank“ (1906–1919).
Nachdem er 1919 in Rente ging, übersiedelte Kraushaar nach Hinterbrühl bei Wien, dann nach Budapest. Zwischen 1925 und 1928 gab er die Monatszeitschrift Unsere Heimat heraus.
Nach 1893 führte Kraushaar den Wiedeholungsunterricht in den deutschen Dörfern Südungarns ein, um die Benachteiligung der donauschwäbischen Schüler infolge der Magyarisierung auszugleichen. Er war Mitbegründer des Szegediner Knabenkonvikts und erwirkte die Konzession zur Errichtung der Eisenbahnstrecke zwischen Zsombolya (deutsch Hatzfeld) und Újarad (deutsch Neu-Arad).

## Werke (Auswahl)
- Unser König und unsere Königin. Temesvar 1885.
- Erwirb dir Vermögen und keine Güter. Nagykikinda 1888.
- Kurzgefasste Geschichte von Maria Radna. Temesvar 1889.
- Das goldene Buch des Landmannes. Temesvar 1893.
- Landwirtschaftliche Reiseaufzeichnungen aus Deutschland. Temesvar 1898.
- Das Leben und Wirken eines edlen Herrschers auf dem Throne. Temesvar 1908.
- Die deutschen Ansiedler in Ungarn. Temesvar 1918.
- Geschichte des Gnadenortes Maria Enzersdorf. Wien 1922.
- Kurzgefasste Geschichte des Banats und der deutschen Ansiedler. Wien 1923.
- Sitten und Bräuche der Deutschen in Ungarn, Rumänien und Jugoslawien. Wien 1932.